# Mario García (Leichtathlet)
Mario García Romo (* 29. Juni 1999 in Villar de Gallimazo) ist ein spanischer Mittelstreckenläufer, der sich auf die 1500-Meter-Strecke spezialisiert hat.

## Sportliche Laufbahn
Erste Erfahrungen bei internationalen Meisterschaften sammelte Mario García bei den Crosslauf-Weltmeisterschaften 2017 in Kampala, bei denen er nach 25:26 min den 20. Platz im U20-Rennen belegte. Im Juli gelangte er bei den U20-Europameisterschaften in Grosseto mit 3:58,89 min auf Rang neun über 1500 Meter und im Dezember wurde er bei den Crosslauf-Europameisterschaften in Šamorín nach 18:50 min Neunter im U20-Rennen. Im Jahr darauf schied er bei den U20-Weltmeisterschaften in Tampere mit 3:52,70 min im Vorlauf aus und bei den Crosslauf-Europameisterschaften in Tilburg gelangte er nach 19:12 min auf Rang 29 im U20-Rennen. Zudem begann er im selben Jahr ein Studium an der University of Mississippi in den Vereinigten Staaten. 2021 gewann er bei den U23-Europameisterschaften in Tallinn in 3:40,11 min die Silbermedaille hinter dem Belgier Ruben Verheyden und im Jahr darauf belegte er bei den Weltmeisterschaften in Eugene mit 3:30,20 min im Finale den vierten Platz. Anschließend gewann er bei den Europameisterschaften in München in 3:34,88 min die Bronzemedaille hinter dem Norweger Jakob Ingebrigtsen und Jake Heyward aus dem Vereinigten Königreich. 2023 belegte er bei den Weltmeisterschaften in Budapest mit 3:30,26 min im Finale den sechsten Platz und im Jahr darauf gelangte er bei den Hallenweltmeisterschaften in Glasgow mit 3:40,48 min auf den elften Platz. Im Juni verpasste er bei den Europameisterschaften in Rom mit 3:44,30 min den Finaleinzug. Anschließend schied er bei den Olympischen Sommerspielen in Paris mit 3:37,01 min in der Hoffnungsrunde aus.
2022 wurde García spanischer Meister im 1500-Meter-Lauf.

## Persönliche Bestzeiten
- 1500 Meter: 3:29,18 min, 15. Juni 2023 in Oslo
  - 1500 Meter (Halle): 3:35,98 min, 11. Februar 2023 in New York City
- Meile: 3:47,69 min, 16. September 2023 in Eugene (spanischer Rekord)
  - Meile (Halle): 3:51,79 min, 11. Februar 2023 in New York City (spanischer Rekord)
- 2000 Meter: 4:49,85 min, 8. September 2023 in Brüssel (spanischer Rekord)
- 3000 Meter: 7:47,56 min, 12. Februar 2022 in Nashville
  - 3000 Meter (Halle): 7:34,74 min, 27. Januar 2023 in Boston